# Карингтон (Северна Дакота)
Карингтон (енгл. Carrington) град је у америчкој савезној држави Северна Дакота.

## Демографија
По попису из 2010. године број становника је 2.065, што је 203 (-9,0%) становника мање него 2000. године.
| Група             | 2000.         | 2010.         |
| Белци             | 2.237 (98,6%) | 2.015 (97,6%) |
| Афроамериканци    | 4 (0,2%)      | 3 (0,1%)      |
| Азијати           | 0 (0,0%)      | 3 (0,1%)      |
| Хиспаноамериканци | 5 (0,2%)      | 14 (0,7%)     |
| Укупно            | 2.268         | 2.065         |